# Powiat Higashikanbara
Powiat Higashikanbara (jap. 東蒲原郡 Higashikanbara-gun) – powiat w Japonii, w prefekturze Niigata. W 2024 roku liczył 8988 mieszkańców.

## Miejscowości
- Aga